# Holger Borgh
Holger Martin Borgh (* 12. Juni 1921 in Hallen; † 14. März 2000 in Frösön) war ein schwedischer Militärpatrouillenläufer.
Bei den Olympischen Winterspielen 1948 in St. Moritz gewann er im Militärpatrouillenlauf, der als Demonstrationswettkampf ausgetragen wurde, zusammen mit Edor Hjukström, Fride Larsson und Karl Gustav Ljungquist die Bronzemedaille.